# Daniela Firme
Daniela Pierre Firme (Rio de Janeiro, 16 de março de 1983), é uma cantora e compositora brasileira. Além de sua carreira solo, é vocalista da Rock Beats, banda que conta também com a atuação de Bruno Albuquerque na guitarra, Alexandre Macarra no contrabaixo e Bruno Duarte na bateria. Vale enfatizar que Daniela compõe canções e gerencia a carreira de ambos os projetos.

## Biografia
Natural do Rio de Janeiro, bairro da Tijuca, Daniela Firme se considera mais brasiliense do que carioca, já que se mudou para Brasília ainda criança, aos 4 anos de idade.
Vinda de uma família onde vários membros tradicionalmente exerciam cargos públicos, a jovem nunca teve dúvidas de que sua veia artística falaria mais alto, pelo simples fato de sempre gostar de cantar e ouvir música.
Logo cedo, incentivada pelos gostos musicais dos pais e irmãos, se envolveu mais profundamente com música ao ganhar de presente seu primeiro instrumento musical: um tantã. E tudo começou quando sua mãe se sensibilizou ao vê-la batucando os baldes e bacias da casa.
O inglês também aprendeu lendo encartes e traduzindo no dicionário enquanto ouvia. Uma iniciação que viria a ganhar cada vez mais força ao longo do tempo. Aprendeu a tocar pandeiro e, depois, com apenas 14 anos, decidiu começar seu aprendizado no violão.
Antes, cantava apenas para conseguir acompanhar as notas musicais, mas depois, percebeu que gostava de interpretar as canções com seu timbre de voz. Foi o pontapé inicial para começar a compor de maneira intensa e criativa.
Suas primeiras composições foram gravadas em fitas, em reclusões significativas dentro de seu quarto, perdendo por muitas vezes a noção de tempo e espaço, tudo por conta da tamanha sede em criar e produzir.
Aos 17 anos, convidada por amigos, passou a integrar a banda Panis Circus. A ideia inicial para Daniela no projeto era tocar baixo, porém, com a saída do vocalista do grupo, assumiu tal posição e passou a compor ainda mais. A banda, por fim, não durou, mas sua carreira estava apenas no início.

## Carreira
A carreira solo de Daniela teve início de fato no ano 2000, quando começou a compartilhar com o público suas canções autorais, em apresentações realizadas nos bares e pubs da capital do país. Em 2005, Daniela fundou a banda Rock Beats, mais focada em releituras, ficando rapidamente conhecida no cenário local. 
No ano de 2016, chegou à final de um concurso do Programa “Brasília Independente”, veiculado pela TV Globo de Brasília. Com sua música apresentada na disputa chamada “Tudo Certo, Tudo Errado”, passou a ter mais visibilidade como cantora solo, fato que culminou no lançamento de seu primeiro EP autoral em 2018, com outras três faixas (Menina, Que Não Seja Eu e Passatempo), além da canção finalista do concurso que deu nome ao trabalho.
Ainda no mesmo ano, Daniela Firme fundou o movimento “Made In Brasília” com o objetivo de fortalecer a cena autoral do Distrito Federal. Com a presença de músicos importantes no cenário local como Georgia W Alô, Funqquestra, Mariano Júnior, Diogo (Bloco Eduardo e Mônica), Marquinho Vital (Capitão do Cerrado), Renato Azambuja (Surf Sessions) e Paulo Veríssimo (Distintos Filhos), já reúne mais de 100 artistas e bandas, com dezenas de shows realizados desde então.
Já em 2019, “Tudo Certo, Tudo Errado” ganhou um videoclipe. Logo após, em setembro do mesmo ano, foi a vez do lançamento do clipe da música “Menina”, que contou com a participação do cantor e compositor Milton Guedes. As duas produções foram dirigidas por Bruno Fioravanti, conhecido no meio artístico por dirigir clipes de artistas com projeção nacional como Jota Quest, Capital Inicial, Vanessa da Mata, Ivete Sangalo, entre outros.
Ainda em 2019, dois outros fatos ganharam muita importância em sua trajetória como cantora e compositora. O primeiro foi sua participação no Programa “The Four Brasil”, apresentado por Xuxa Meneghel e transmitido em rede nacional pela Record TV. Em seguida, o convite feito pelo Governo do Distrito Federal para realizar a abertura das comemorações dos 59 anos da cidade de Brasília e as primeiras indicações ao Prêmio “Profissionais da Música" nas categorias “Melhor Intérprete de Rock” e “Melhor Cantora”, nessa última se tornando finalista.
Entre as principais influências musicais de Daniela estão artistas do Rock Brasília como Renato Russo e Cássia Eller; do Rock Brasil como Herbert Vianna, Cazuza e Rita Lee; e compositores da MPB como Caetano Veloso, Chico Buarque, Lenine, Paulinho Moska e Letrux. No âmbito internacional, Daniela tem referências dos The Beatles, Pink Floyd, Dave Mathews Band, e cantoras do rock, jazz e da soul music como Alanis Morissette, Pink, Joss Stone e Madeleine Peyroux.
Ao longo de sua carreira, Daniela já teve a oportunidade de se apresentar ao lado de praticamente todos os grandes nomes do rock nacional como Barão Vermelho, Roupa Nova, Capital Inicial, Os Paralamas do Sucesso, Paulo Ricardo, Kiko Zambianchi, Leoni, Humberto Gessinger, Pitty, Marcelo Falcão, Roberto Frejat, Biquini Cavadão, Charlie Brown Jr., entre outros.
Outro passo decisivo em sua carreira, ocorrido em 2020, foi o lançamento dos EPs “O Tempo e o Pensamento” e “O Que Move”, ambos com quatro faixas, além do single “A Solidão É Solidária”.
A movimentação rendeu o convite para participar da gravação da música e clipe de “Garota de Babel”, da cantora Ana Lélia, entre outras collabs, em especial para a gravação da música “Bohemian Rhapsody”, que também contou com a participação de músicos como Dinho Ouro Preto, Roger, Milton Guedes, Rodrigo Suricato, Philippe Seabra e Digão.
O fechamento dos espaços culturais causado pela pandemia do Covid-19 acarretou no cancelamento do show de lançamento do EP “O que Move”, trazendo a necessidade de uma total reinvenção na carreira de Daniela. 
Assim, a cantora aumentou sua presença no ambiente virtual e realizou três lives totalmente autorais no ano de 2020, sendo uma delas com o apoio do Sesc DF, além de dezenas de lives no canal do YouTube da Rock Beats, cujo repertório sempre incorporou, além de clássicos da música mundial, todas as canções originais do trabalho solo. Esse esforço, que acumulou mais de 70 milhões de visualizações para as lives, contribuiu significativamente para o alcance do seu trabalho solo, que a partir de então passou a ser conhecido em âmbito nacional.
Em 2021, a banda Rock Beats foi a atração do especial “Toca Brasília”, em homenagem do Dia Mundial do Rock, um programa de 30 minutos exibido pela TV Globo Brasília e disponibilizado pela plataforma Globoplay. Vale ressaltar que o Programa Toca BSB foi exibido na Globo Internacional em horário nobre para países como Estados Unidos, França e Angola, dando destaque para a canção “Tudo Certo, Tudo Errado”, além de liderar a audiência no horário de exibição.
Vale ressaltar que com esse resultado, o programa, que incialmente teria apenas uma edição, acabou ganhando continuidade e virou uma série com o objetivo de dar visibilidade a outros artistas. Daniela Firme foi também entrevistada em uma reportagem nacional feita pelo canal GloboNews, ao lado de artistas como João Barone, Dinho Ouro Preto e a banda Scalene, sobre a representatividade da nova geração do rock. 
No mesmo ano Daniela lançou o single “Nosso Planeta” e se tornou novamente finalista do Prêmio “Profissionais da Música 2021” nas categorias “Melhor Intérprete de Rock” e “Melhor Autora do Centro-Oeste”, recebendo ainda do Governo do Distrito Federal, a Medalha Mérito GDF-Economia da Secretaria de Estado de Economia do DF.
Após um longo período de pandemia, Daniela Firme, à frente da Rock Beats, voltou a realizar shows presenciais rodando diversas cidades brasileiras e trazendo como destaque suas composições.
Em 2022, a banda Rock Beats foi convidada novamente para ser a atração do programa especial “É Dia de Rock”, da TV Globo Brasília, dessa vez com a duração de uma hora e contando com a participação de Bruno Gouveia da banda Biquini Cavadão. O programa trouxe como destaque a música “Passatempo”, de autoria da cantora. Daniela também foi convidada a figurar entre o corpo de jurados do “Brasília Independente de 2022”, mesmo concurso que revelou sua primeira música ao público, e escolhida para ser a embaixadora do “Capital Motoweek 2022”, o maior evento de motociclistas da América Latina e o terceiro maior do mundo. No festival, Daniela cantou para o maior público de sua carreira: 40 mil pessoas. O Capital Moto Week ganhou um programa especial exibido pela TV Globo Brasília, cuja apresentação da banda teve também como destaque a sua composição “Passatempo”.  
Para 2023, Daniela foi confirmada novamente como embaixadora do “Capital Motoweek 2023” e como jurada do “Brasília Independente” de 2023. Foi também finalista pela terceira vez do Prêmio “Profissionais da Música” em quatro categorias: “Melhor Intérprete de Rock”, “Melhor Autora do Centro-Oeste”, “Melhor Cantora do Centro-Oeste” e “Melhor Banda Cover”, esse último com a Rock Beats, na qual foi vencedora.
Além dos shows, Daniela Firme já tem três lançamentos autorais previstos: a canção “Labirintos”, a ser lançada em meados de junho; a canção “Nova Eu”, com previsão para agosto; e a canção “Eu Só Quero Ficar Só”, primeira canção autoral feita em parceria com a Rock Beats.

## Discografia
2018 - EP “Tudo Certo, Tudo Errado”
Faixas:
- Tudo Certo, Tudo Errado
- Menina
- Que Não Seja Eu
- Passatempo

2020 - EP “O Tempo e o Pensamento”
Faixas:
- Se Você For Capaz
- O Tempo e o Pensamento
- Dia Nublado
- Voltando Pra Casa

2020 - EP “O Que Move”
Faixas:
- Aparentemente
- Em Sonho ou em Poesia
- O Que Move
- Que Tal

2020 - Single “A Solidão É Solidária”
2020 - Feat “Garota de Babel” com Ana Lélia
2020 - Feat “Bohemian Rhapsody” com Dinho Ouro Preto, Roger, Milton Guedes, Rodrigo Suricato, Philippe Seabra e Digão
2021 - Single “Nosso Planeta”
2021 - Single “Ritmo Traiçoeiro” com Kaleidoskope
2021 - Single “A Sombra e a Flor” com Cello Dante

## Indicações e Premiações
Indicada ao Prêmio Profissionais da Música 2019 nas categorias:
“Melhor Intérprete de Rock” (semifinalista)
“Melhor Cantora” (finalista)
Indicada ao Prêmio Profissionais da Música 2021 nas categorias:
“Melhor Intérprete de Rock” (finalista)
“Melhor Autora do Centro-Oeste” (finalista)
Indicada ao Prêmio Profissionais da Música 2022 nas categorias:
“Melhor Intérprete de Rock” (finalista)
“Melhor Autora do Centro-Oeste” (finalista)
“Melhor Cantora do Centro-Oeste” (finalista)
“Melhor Banda Cover” (vencedora com a Rock Beats)